# Плаха (роман)
«Плаха» — роман киргизького письменника Чингіза Айтматова, вперше опублікований у 1986 році в журналі «Новый мир». У романі розповідається про Авдія Калістратова і Бостона Уркунчієва, долі яких пов'язані з образом вовчиці Акбари.

## Композиція роману
Роман складається з трьох частин. Дві з них розповідають про життя колишнього семінариста Авдія Калістратова. У третій частині описане життя Бостона Уркунчієва.

## Зміст роману
Частина перша
Дія роману розпочинається в Моюнкумському заповіднику. Там у вовчої пари — Акбари і Ташчайнара — народилися вовченята. Коли випав перший сніг, у заповідник приїхали мисливці для виконання плану по здачі м'яса. Жорстока облава на сайгаків стала початком їх масового знищення. Під час полювання загинули і вовки, які жили в заповіднику. Залишилися тільки Акбара і Ташчайнар, їх вовченята теж були мертві. Мисливці складали туші сайгаків в всюдихід. У тому ж всюдиході лежав пов'язаний Авдій Калістрат — позаштатний співробітник обласної комсомольської газети, який свого часу був виключений з духовної семінарії.
Авдій отримав завдання від газети простежити, яким шляхом потрапляють в середню смугу Росії наркотики. Він, щоб простежити шлях наркотику, приєднався до компанії «гінців за анашою». Щоб зустрітися з ватажком, Авдій разом з іншими гінцями збирає коноплю, набиваючи нею рюкзак, і їде назад.
Частина друга
Авдія викрили, ватажок Гришан відразу зрозумів, що Авдій — це не звичайний «гонець». Його жорстоко побили і викинули з вагона. Авдій упав в кювет біля залізничних колій, йому бачилася сцена розмови Ісуса з Понтієм Пілатом. Його заарештували і доставили у відділок, де він побачив всіх «гінців», з якими разом їхав. Не було серед них тільки Гришана. Почувши, що його збираються відпускати, Авдій зажадав, щоб його посадили до «гінців» — він вирішив, що зможе переконати їх повернутися до «правильної» життя. Міліціонер, зробивши висновок, що перед ним божевільний, привів його на станцію і порадив поїхати. Повернувшись до міста Приозерськ, де він працював, Авдій дізнається, що зібраний ним матеріал вже нікого не цікавить. Авдій зустрічає людину, яка керує операцією по винищенню сайгаків в заповіднику. Він приєднується до загону, але не може дивитися на те, як вбивають сайгаків. Авдій вимагає зупинити винищення тварин. Його зв'язали, побили і розіп'яли на саксаулі. Там побачили його Акбара і Ташчайнар, які шукали своїх вовченят. Та вовки не зашкодили Авдію. І все ж до світанку він був уже мертвий.
Акбара і Ташчайнар пішли з савани, знайшли собі інше місце. Знову у них народилися вовченята. Та почалося будівництво дороги. Очерет, де вони влаштували собі лігво, підпалили, і всі вовченята загинули. Знову пішли вовки, знайшли інше місце, і там у них з'явилися вовченята.
Частина третя
Базарбай Нойгутов повертався до себе додому повз котлован і почув дивні звуки, що нагадують дитячий плач. Пішов на звуки і побачив чотирьох вовченят. Недовго думаючи, Базарбай поклав їх в сумку і швидко поїхав. Акбара і Ташчайнар у пошуках вовченят йшли по сліду Базарбая, який зміг сховатися від вовків у будинку колгоспного передовика Бостона Уркунчієва. Дружина Бостона привітно зустріла Базарбая, а той показав їй вовченят і навіть дав маленькому синові Бостона пограти з ними, а потім поїхав. А вовки так і залишилися біля будинку Бостона. Щоночі Бостон чув вовче виття, він навіть їздив до Базарбаю з проханням продати йому вовченят — хотів повернути їх батькам, але той навідріз відмовився. Вовки стали бродити по окрузі і нападати на людей, а Базарбай продав вовченят, отримавши за них чималі гроші. Згодом Акбара і Ташчайнар повернулися до садиби Бостона, і той зрозумів, що йому доведеться вбити їх. Застрелити йому вдалося тільки Ташчайнара. Акбара залишилася чекати — і дочекалася. Вона зуміла підкрастися до будинку і схопити сина Бостона, який гуляв на вулиці. Бостон намагався стріляти в Акбару, але боявся поранити дитину. І все ж він вистрелив. Коли підбіг, то побачив, що вона ще дихає, а ось син уже мертвий. Тоді взяв Бостон рушницю, пішов до Базарбая, вбив його, а сам здався владі.

## Проблематика роману
Ч. Айтматов показав трагедію наркоманії: «Ми чомусь весь час переконували себе, що наркоманія процвітає десь за кордоном, але тільки не у нас. Але тим часом виявилося, що і в нашому суспільстві теж можуть виникнути такі небажані явища. Це просто лихо…» — зазначав він. У романі порушено низку проблем.
- Проблема совісті
- Проблема богошукання
- Проблема наркоманії
- Екологічна проблема
- Проблема вседозволеності

## Художні образи
- Авдій Калістрат — колишній семінарист, виїжджає за завданням молодий редакції в Моюнкумскую савану за матеріалом про анашистов, які збирають коноплю. Він керується не тільки завданням газети, а й думкою врятувати наркозалежних і знову зробити з них людей. Його ідеї утвердження добра тільки добром протистоїть «ідея» Гришана, ватажка анашистів, переконаного в тому, що і він допомагає людям бути щасливими.
- Бостон — працьовитий і відповідальний. «Він працював не покладаючи рук і вважав, що тільки в тому і може полягати сенс життя. Так само ревно він змушував працювати і всіх… Багатьох з тих, хто пройшов його школу, він вивів у люди, навчив працювати». Бостон поважав закони природи, любив життя, усвідомлював себе складовою частиною Світу. Життя в злитті з природою створювало йому душевний комфорт.
- Акбара і Ташчайнар. Імена вовків означають: Акбара — «велика», Ташчайнар — «переламувати камені»- тобто має силу, яка нищить все перед собою. Вовки в романі наділені високою моральною силою і шляхетністю. У образах Акбари і Ташчайнара уособлено те, що здавна притаманне людині: почуття любові до дітей, туга за ними. Акбар і Ташчайнар вірні одне одному.

## Екранізація
- «Плач вовчиці» (1989 рік), режисер Доронбек Садирбаєв